# 第7回ジャパンフットボールリーグ
第7回ジャパンフットボールリーグは、1998年度に開催されたジャパンフットボールリーグ（JFL）のリーグ戦である。東京ガスサッカー部が優勝した。

## 概要
このシーズンから国士舘大学サッカー部が参加する事になった。学生のクラブとして初の社会人を対象とした全国リーグへの参加となったが、これには部員数を多く抱え大学側が出場機会の少ない選手達の実戦の場を求めた事情や、JFL側にもクラブの解散、廃部が相次いだ事情などが重なり実現したものである。
優勝争いは東京ガスと川崎フロンターレがデッドヒートを演じ最終節まで縺れ込んだが、首位の川崎が1-2でソニー仙台に敗れたのに対し、東京ガスはアマラオ、岡元勇人のゴールで2-1でアルビレックス新潟を退けJFL最後のシーズンで初優勝した。2位の川崎はJ1参入決定戦への出場が決まった。
このシーズンは1998 FIFAワールドカップの開催のため、5月の第10節終了後、2か月の中断期間があった。またこの年度をもってジャパンフットボールリーグは廃止され、翌シーズンからはJリーグ ディビジョン2（J2）と日本フットボールリーグへ再編された。

## 大会概要
- 16クラブで2回戦のリーグ戦で行われた。第7回JFLの参加クラブは以下の通りである。このうちアルビレックス新潟およびソニー仙台サッカー部が地域リーグからの昇格クラブ、国士舘大学サッカー部は新規で参入した（経緯前述）。なお、NTT関東サッカー部は組織変更し大宮アルディージャとなった。

## 参加クラブ
☆=1998年開幕時にJリーグ準会員認定を受けていたクラブ
※前年度成績=特記なきものは第6回JFL（1997年）のもの
| 呼称                        | 正式名称               | 監督 | 主なホームゲーム会場                                      | 前年度成績   | 備考                                       |
| --------------------------- | ---------------------- | ---- | --------------------------------------------------------- | ------------ | ------------------------------------------ |
| 東京ガス                    | 東京ガスサッカー部     |      | 国立西が丘サッカー場 江戸川区陸上競技場                   | 2位          |                                            |
| ☆川崎フロンターレ           | 川崎フロンターレ       |      | 川崎市等々力陸上競技場                                    | 3位          |                                            |
| 本田技研                    | 本田技研サッカー部     |      | 本田技研都田サッカー場                                    | 4位          |                                            |
| モンテディオ山形            | モンテディオ山形       |      | 山形県総合運動公園陸上競技場                              | 5位          |                                            |
| ヴァンフォーレ甲府          | ヴァンフォーレ甲府     |      | 甲府市緑が丘スポーツ公園陸上競技場                        | 6位          |                                            |
| ヴォルティス徳島            | 大塚FCヴォルティス徳島 |      | 徳島市球技場                                              | 7位          |                                            |
| ☆ブランメル仙台             | ブランメル仙台         |      | 仙台スタジアム                                            | 8位          |                                            |
| 大宮アルディージャ          | 大宮アルディージャ     |      | 埼玉県営大宮公園サッカー場                                | 9位          | NTT関東サッカー部改め                      |
| サガン鳥栖                  | サガン鳥栖             |      | 鳥栖スタジアム                                            | 11位         |                                            |
| 大分FC （大分トリニティー） | 大分フットボールクラブ |      | 大分市営陸上競技場                                        | 12位         |                                            |
| デンソー                    | デンソーサッカー部     |      | 刈谷市総合運動公園多目的グラウンド                        | 13位         |                                            |
| ジャトコ                    | ジャトコサッカー部     |      | 愛鷹広域公園多目的競技場                                  | 15位         |                                            |
| 水戸ホーリーホック          | 水戸ホーリーホック     |      | 笠松運動公園陸上競技場 ひたちなか市総合運動公園陸上競技場 | 16位         |                                            |
| ソニー仙台                  | ソニー仙台サッカー部   |      | 仙台スタジアム                                            | 東北1部1位   | 全国地域リーグ決勝大会1位で昇格            |
| アルビレックス新潟          | アルビレックス新潟     |      | 新潟市陸上競技場                                          | 北信越1部1位 | 全国地域リーグ決勝大会2位で昇格            |
| 国士舘大学                  | 国士舘大学サッカー部   |      | 町田市立陸上競技場                                        | （備考参照） | 全日本大学サッカー連盟推薦枠扱いとして参加 |

## 年間順位
| 順位 | クラブ                 | 勝点 | 勝利 | 延長勝 | PK勝 | 敗戦 | 得点 | 失点 | 得失差 |
| ---- | ---------------------- | ---- | ---- | ------ | ---- | ---- | ---- | ---- | ------ |
| 1位  | 東京ガス               | 69   | 21   | 3      | 0    | 6    | 67   | 17   | ＋50   |
| 2位  | 川崎フロンターレ       | 68   | 22   | 1      | 0    | 7    | 72   | 24   | ＋48   |
| 3位  | モンテディオ山形       | 64   | 20   | 2      | 0    | 8    | 69   | 38   | ＋31   |
| 4位  | ヴァンフォーレ甲府     | 59   | 16   | 5      | 1    | 8    | 74   | 40   | ＋34   |
| 5位  | 本田技研               | 54   | 16   | 3      | 0    | 11   | 57   | 45   | ＋12   |
| 6位  | 大分FC                 | 45   | 14   | 1      | 1    | 14   | 51   | 51   | ±0     |
| 7位  | ブランメル仙台         | 43   | 10   | 5      | 3    | 12   | 55   | 53   | ＋2    |
| 8位  | サガン鳥栖             | 39   | 11   | 3      | 0    | 16   | 40   | 55   | －15   |
| 9位  | 大塚FCヴォルティス徳島 | 38   | 11   | 2      | 1    | 16   | 58   | 48   | ＋10   |
| 10位 | デンソー               | 38   | 11   | 2      | 1    | 16   | 48   | 59   | －11   |
| 11位 | アルビレックス新潟     | 34   | 10   | 2      | 0    | 18   | 39   | 47   | －8    |
| 12位 | 大宮アルディージャ     | 31   | 9    | 2      | 0    | 19   | 51   | 56   | －5    |
| 13位 | ソニー仙台             | 23   | 7    | 1      | 0    | 22   | 42   | 71   | －29   |
| 14位 | 水戸ホーリーホック     | 23   | 7    | 1      | 0    | 22   | 37   | 69   | －32   |
| 15位 | 国士舘大学             | 21   | 5    | 3      | 0    | 22   | 42   | 76   | －34   |
| 16位 | ジャトコ               | 18   | 4    | 3      | 0    | 23   | 44   | 97   | －53   |

| J1参入決定戦出場           |
| J2リーグ入会               |
| 日本フットボールリーグ参加 |

## 表彰
| 賞                 | 選手名         | 所属クラブ       | 備考                                        |
| ------------------ | -------------- | ---------------- | ------------------------------------------- |
| 最優秀選手賞       | ヴァルディネイ | 川崎フロンターレ |                                             |
| 得点王             | ヴァルディネイ | 川崎フロンターレ | 33得点                                      |
| 新人王             | 佐藤由紀彦     | モンテディオ山形 |                                             |
| フェアプレー個人賞 | 安間貴義       | 本田技研         | 30試合出場、2得点、警告・退場・出場停止なし |
| ベストGK賞         | 堀池洋充       | 東京ガス         |                                             |

### ベスト11
| ポジション | 選手名         | 所属クラブ         |
| ---------- | -------------- | ------------------ |
| GK         | 堀池洋充       | 東京ガス           |
| DF         | 藤山竜仁       | 東京ガス           |
| DF         | サンドロ       | 東京ガス           |
| DF         | 長橋康弘       | 川崎フロンターレ   |
| DF         | 若松大樹       | モンテディオ山形   |
| MF         | 佐藤由紀彦     | モンテディオ山形   |
| MF         | 加賀見健介     | 東京ガス           |
| MF         | 中西哲生       | 川崎フロンターレ   |
| MF         | 鬼木達         | 川崎フロンターレ   |
| FW         | ヴァルディネイ | 川崎フロンターレ   |
| FW         | バロン         | ヴァンフォーレ甲府 |

## 参加チームの1999年の動向

### Jリーグ・ディビジョン2へ参加
- 東京ガス
- 川崎フロンターレ[1]
- モンテディオ山形
- ヴァンフォーレ甲府
- 大分FC
- ブランメル仙台
- サガン鳥栖
- アルビレックス新潟
- 大宮アルディージャ

### 日本フットボールリーグへ参加
- 本田技研
- 大塚製薬
- デンソー
- ソニー仙台
- 水戸ホーリーホック[2]
- 国士舘大学
- ジヤトコ

### その他
- 1998年は地域リーグ決勝大会は通常通り行われたが、平年実施している同大会上位チームに対する日本フットボールリーグ昇格特典は与えられなかった。しかし同大会で優勝した横河電機サッカー部は、この成績に関係なく全国社会人サッカー連盟からの推薦という形で日本フットボールリーグに入会した。